# Prunus microphylla
Prunus microphylla là loài thực vật có hoa trong họ Hoa hồng. Loài này được (Kunth) Hemsl. miêu tả khoa học đầu tiên năm 1880.